# Église Saint-Timothée de Vénérolles
L'église Saint-Timothée de Vénérolles est une église située à Vénérolles, en France.

## Localisation
L'église est située sur la commune de Vénérolles, dans le département de l'Aisne.

## Galerie

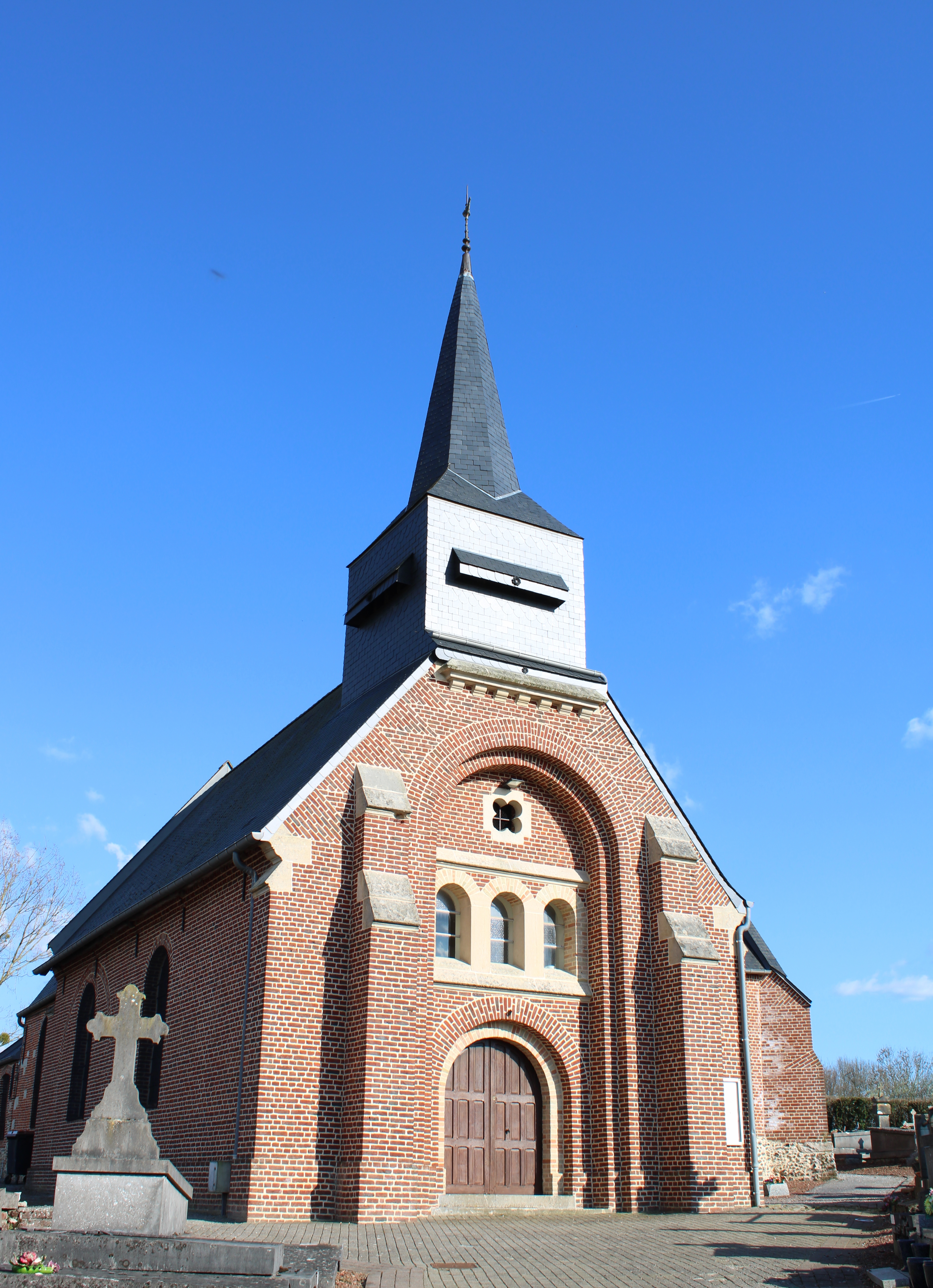
Façade de l'église.